# Путешествие на дно моря
«Путешествие на дно моря» (англ. Voyage to the Bottom of the Sea) — американский научно-фантастический приключенческий фильм-катастрофа 1961 года. Режиссёром, продюсером и со-сценаристом выступил известный кинематографист Ирвин Аллен.

## Сюжет
Новая, ультрасовременная атомная подводная лодка Seaview проходит испытания в Северном Ледовитом океане. Она спроектирована и построена гениальным учёным-инженером адмиралом Харриманом Нельсоном. Командует судном капитан Ли Крейн. Один из главных пассажиров на борту — доктор-психолог Сьюзан Хиллер, изучающая потенциальные стрессовые расстройства экипажа. По плану главное испытание для лодки и её экипажа — погружение под ледяную шапку полюса и нахождение без связи в течение четырёх суток.
Полярный лёд внезапно начинает трескаться и таять, огромные его куски опускаются в океан вокруг лодки, находящейся в погруженном состоянии (не даётся никаких объяснений, почему лёд тонет). Выйдя на поверхность, экипаж обнаруживают, что небо объято пламенем. Seaview спасает учёного Мигеля Альвареса и его собаку, а затем получает радиосообщение от руководителя миссии инспектора Бергана из Бюро морских исследований. Он сообщает, что метеоритный поток пронзил радиационный пояс Ван Аллена, вызвав его возгорание, что привело к смертельно опасному повышению глобальной температуры.
Президент вызывает адмирала Нельсона на экстренное научное совещание ООН. Нельсон и коммодор Эмери заявляют, что если повышение температуры не остановить, то оно станет необратимым и Земля погибнет примерно через три недели; и они разработали план спасения планеты. Он таков: адмирал и коммодор предлагают потушить пожар, запустив ядерную ракету (Seaview может это сделать) по «горящему поясу» из акватории Марианских островов. Ядерный взрыв, по их расчётам, должен подавить пламя, «отрезав» пояс от Земли. Однако им возражает авторитетный австрийский учёный доктор Зукко. В итоге план отвергнут, Нельсон и Эмери, обозлённые, покидают совещание, рассчитывая получить одобрение напрямую у президента.
Seaview занимает позицию над Марианским жёлобом. Нельсон и Крейн подключаются к телефонному кабелю, проложенному там по дну, чтобы связаться с президентом, и узнаю́т, что связи с США не было в течение уже 35 часов.
На борту на Нельсона совершается попытка покушения, адмирал подозревает двоих: спасённого Альвареса и доктора Хиллер. На этом неприятности не заканчиваются: один из членов экипажа сходит с ума и повреждает главный генератор лодки. У Seaview отключаются гидролокатор и радар, в результате субмарина лишь чудом избегает минного поля времён войны. Команда находится на грани мятежа; Seaview встречает корабль с погибшим экипажем, и командир разрешает любому желающему перейти на это судно, а не продолжать подводную миссию.
Крейн начинает сомневаться в тактике и рассуждениях адмирала. Враждебная неопознанная подводная лодка преследует Seaview, погружаясь очень глубоко в Марианскую впадину; однако затем враг взрывается ещё прежде чем Seaview начинает защищаться.
Тем временем диверсант отключил питание подлодки. Крейн вычисляет злодея — это доктор Хиллер. Он встречает её на крыше ёмкости с акулами, когда она выходит из запретной активной зоны ядерного реактора. Ее значок детектора радиации стал красным, показывая, что она получила смертельную дозу. Когда капитан спрашивает, зачем она это делает, та отвечает, чтобы помешать Seaview достичь цели. Внезапно субмарину сотрясает взрыв, доктор Хиллер падает в ёмкость и акулы её съедают.
Температура аномалии повышается быстрее расчётной, что ещё более укрепляет Нельсона в своей правоте о необходимости немедленного ядерного удара. На борту проявляется второй саботажник — учёный Мигель Альварес, который оказывается радикальным верующим: он уверен, что это божья воля, чтобы Земля была уничтожена. Однако Крейну удаётся запустить ракету по «горящему поясу» прежде чем Альварес успевает что-либо предпринять. Она взрывается в поясе Ван Аллена, как и было задумано, отводя пылающее пламя от Земли и спасая человечество.
Небо приобретает обычный голубой цвет, Seaview уходит домой, её миссия выполнена.

## В ролях
В порядке указания в титрах
- Уолтер Пиджон — адмирал Харриман Нельсон
- Джоан Фонтейн — доктор Сьюзан Хиллер
- Барбара Иден — лейтенант Кэти Коннорс
- Петер Лорре — коммодор Люциус Эмери
- Роберт Стерлинг[англ.] — капитан Ли Крейн
- Майкл Ансара — Мигель Альварес, учёный
- Фрэнки Авалон — младший лейтенант Дэнни Романо
- Реджис Туми — доктор Джемисон
- Джон Лител — вице-адмирал Б. Дж. Кроуфорд
- Говард Макнир[англ.] — конгрессмен Ллевеллин Паркер
- Генри Дэниелл — доктор Зукко
- Скип Уорд — член экипажа
- Марк Слейд — Джимми «Рыжий» Смит, моряк
- Чарльз Таннен[англ.] — чиф-петти-офицер Глисон
- Дел Монро[англ.] — Ковски, моряк
- Тони Монако — кок
- Майкл Форд — член экипажа
- Роберт Истон[англ.] — Спаркс
- Джонатан Гилмор — Джордж Янг, моряк

В титрах не указаны
- Арт Бейкер — комментатор ООН
- Чарльз Диркоп[3] — член экипажа подводной лодки «Seaview»
- Дэвид Маклин[англ.] — Нед Томпсон

## Создание и показ
В конце 1950-х годов США начали активное исследование Северного Ледовитого океана с помощью атомных подводных лодок. В газетах того периода об этих событиях журналисты писали, употребляя выражение a voyage to the top of the world (рус. путешествие на вершину мира), которое быстро стало весьма узнаваемым штампом; название фильма, Voyage to the Bottom of the Sea, является аллюзией на это выражение. Внешний облик (каплевидный корпус) подводной лодки «Seaview» во многом скопирован с реально существовавшей субмарины USS Skipjack (SSN-585) (на службе с 1958 по 1990 год).
Изначально роль капитана Крейна была предложена известному актёру Дэвиду Хедисону (который год назад сыграл в картине Аллена «Затерянный мир»), но тот отказался, раскритиковав сценарий; в итоге эту роль исполнил Роберт Стерлинг. Позднее Хедисон сыграл роль Крейна в сериале «Путешествие на дно моря» (1964—1968), появившись во всех 110 его эпизодах.
Сценограф картины, Герман Блюменталь, не обращался в ВМФ для консультаций; он полагался исключительно на фотографии военных судов в СМИ.
Дистрибьютером ленты выступила 20th Century Studios.
Премьера фильма состоялась в США 12 июля 1961 года. Затем в течение двух лет «Путешествие…» официально было показано ещё в десятке стран.
Бюджет картины составил 1,58 миллионов долларов (ок. 16,3 млн долларов в ценах 2023 года), сборы — 7 миллионов долларов (ок. 72 млн долларов в ценах 2023 года) (только в США и Канаде).
В 1961 году, сразу после выхода фильма, свет увидела новеллизация. Автор — известный писатель-фантаст Теодор Старджон.
В 1960-х годах вышло несколько несколько комиксов на тему фильма.
23-й эпизод 2-го сезона (1990 год) австралийского телесериала «Быстрая перемотка вперёд» пародирует «Путешествие…»

### Неточности
Радиационный пояс Земли был открыт лишь в 1958 году, за три года до съёмок «Путешествия…», поэтому бо́льшая часть того, что говорится о нём в фильме, является вымыслом. Ключевая неточность — вызванный этим поясом «небесный пожар».

В начале фильма показано, как огромные куски льда тонут рядом с «Seaview», что грубо противоречит законам физики.

Мигель Альварес является учёным и при этом странным образом фанатичный верующий.